# Mitra doliolum
Mitra doliolum is een slakkensoort uit de familie van de Mitridae. De wetenschappelijke naam van de soort is voor het eerst geldig gepubliceerd in 1839 door Küster.